# Krbice
Krbice (německy Körbitz) jsou zcela zaniklá vesnice v okrese Chomutov, která stála asi tři kilometry jihozápadně od Spořic v nadmořské výšce okolo 330 metrů. Vesnice zanikla v roce 1983 v důsledku těžby hnědého uhlí v lomu Nástup.

## Název
Název vesnice je odvozen z osobního jména ve významu ves lidí Krbových. Poprvé se objevuje v latinském zápisu parochia in villa Cralup cum filia sua Kurbicz v roce 1344. V průběhu dějin se v pramenech vyskytuje v různých podobách: Curbicz (1361), Krbicz (1364), Kurwicz (1407), Kerwicz (1417), Chrbicz (1446), Kerbicz (1543), Körbicz (1587), Krbicze (1606), Krbiczy (1623), Groß Kerbitz (1787) aj.

## Historie

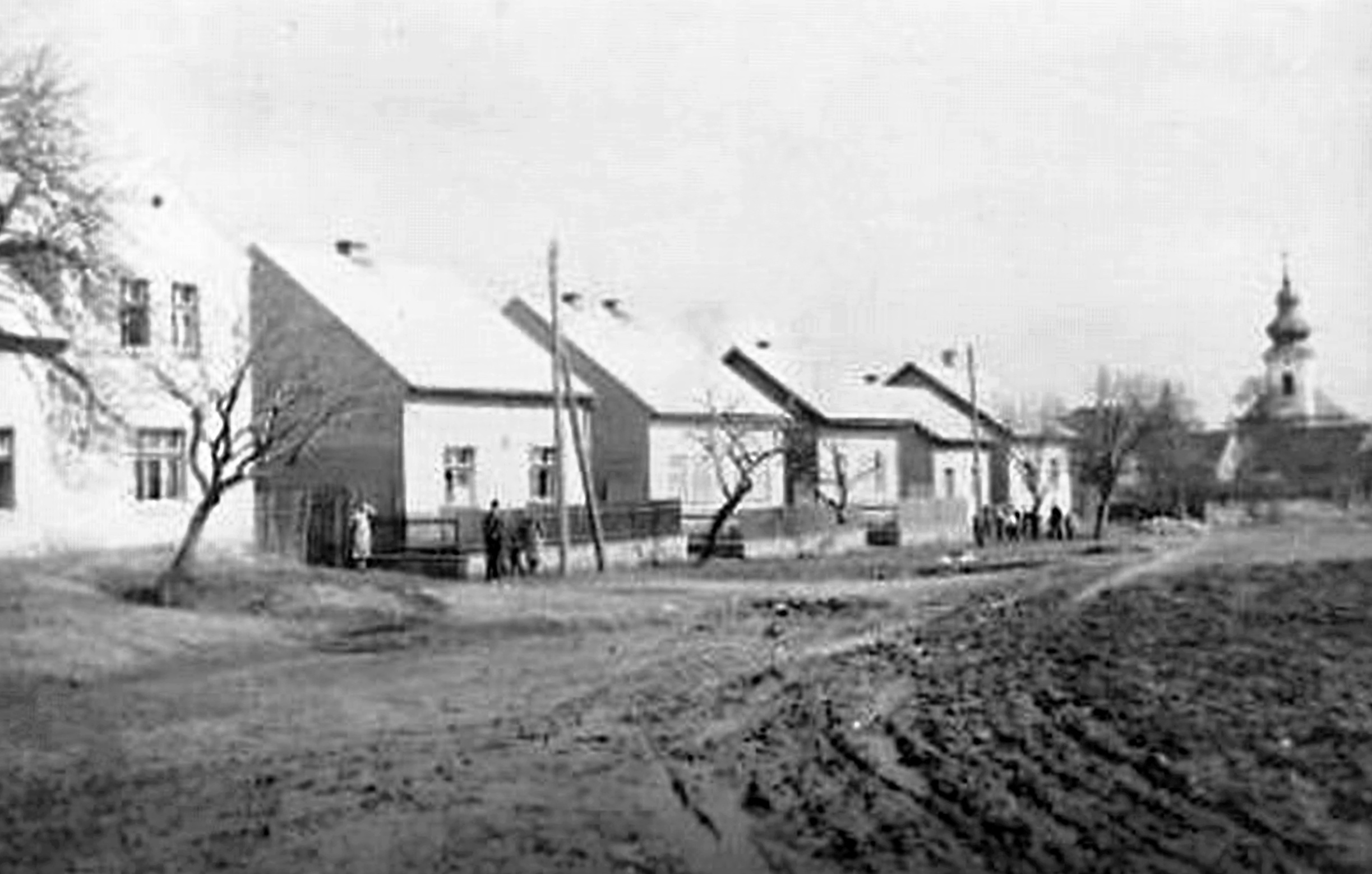
Krbice na počátku 30. let 20. století

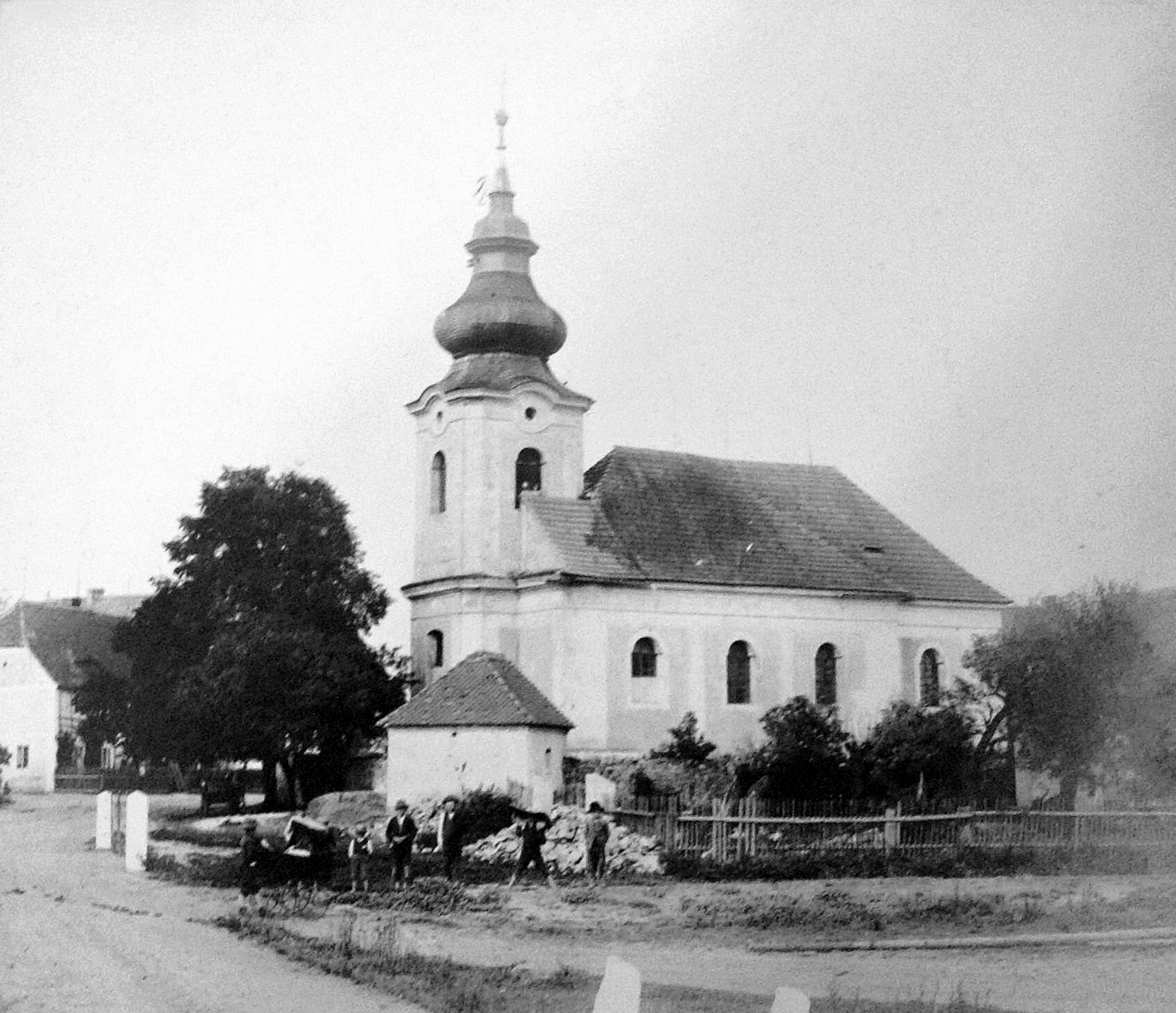
Kostel Všech svatých, zbořený v roce 1985

Pravěké osídlení krajiny v okolí vesnice dokládají artefakty knovízské kultury nalezené v roce 1994 v katastrálním území Krbice asi 200 metrů od tehdejšího koryta Krbického potoka.
První písemná zmínka o vesnici pochází z roku 1344 a souvisí se stavbou nového kostela. Archeologicky však bylo osídlení v místech vesnice doloženo již ve dvanáctém století (podle Zdeny Binterové až na přelomu třináctého a čtrnáctého století). Samostatnou farností se Krbice staly z podnětu Bedřicha (Fridricha) ze Šumburku a Hasištejna v roce 1361, kdy jeho rozhodnutí potvrdil pražský arcibiskup Arnošt z Pardubic. V patnáctém století se vesnice stala součástí chomutovského panství, které tehdy držel v zástavě Jan Calta z Kamenné Hory. Po sňatku s jeho dcerou Bonuší panství připadlo Benešovi z Veitmile († 1496).
Po pánech z Veitmile Krbice patřily Lobkovicům, a při dělení jejich majetku v roce 1490 je získal Bohuslav Hasištejnský z Lobkovic. Lobkovicové o vesnici v blíže neznámé době přišli, protože roku 1564 byl jejím vlastníkem Jan Kermer, kterému patřilo také Březno. V roce 1570 vesnici koupil Bohuslav Felix Hasištejnský z Lobkovic, který zřejmě nechal zbořit starou tvrz a postavit nový hospodářský dvůr.
Po Bohuslavu Felixovi Krbice v roce 1583 zdědil jeho mladší syn Bohuslav Jáchym Hasištejnský z Lobkovic, jehož synové je vyměnili se svým příbuzným Jiřím Popelem z Lobkovic. V roce 1594 byl Jiří Popel z Lobkovic odsouzen k doživotnímu vězení a ztrátě majetku. Část zkonfiskovaného majetku včetně Krbic v roce 1608 koupil od královské komory Linhart ze Štampachu, který vesnici připojil k ahníkovskému panství. Štampachové během pobělohorských konfiskací také přišli o část majetku a Krbice v roce 1623 koupil Jaroslav Bořita z Martinic.
Stav vesnice byl po třicetileté válce dobrý. Podle berní ruly v ní žilo osm sedláků, devatenáct chalupníků a pět podruhů. Dohromady jim patřilo 52 potahů, 57 krav, 44 jalovic, 187 ovcí, 99 prasat a 31 koz. Hlavním zdrojem obživy bylo pěstování obilí (pšenice, žita) a chov dobytka, ale někteří lidé pracovali také jako švec, zedník, kovář, řezník nebo krčmář, který musel nakupovat pivo z vrchnostenského pivovaru.
Od druhé poloviny šestnáctého století ve vesnici působil evangelický farář a na začátku sedmnáctého století zdejší katolická fara zanikla, a obnovena byla až v roce 1747. Při požáru v roce 1764 shořel kostel a s ním i 42 dalších domů a 22 stodol. Nový kostel Všech svatých byl postaven na místě starého na pokyn hraběte Františka Michala z Martinic v letech 1768–1770. Byla to barokní jednolodní stavba s obdélným presbyteriem a jednopatrovou věží v západním průčelí. Boční oltáře zhotovil mašťovský řezbář Jakub Eberle. Barokní portál ze západního průčelí byl po demolici kostela převezen do zahrady františkánského kláštera v Kadani.
Na přelomu let 1900 a 1901 vznikl asi jeden kilometr severovýchodně od Krbic hnědouhelný důl Rafael (později Václav). V roce 1917 přešel do vlastnictví Poldiny huti. Kromě těžné šachty hluboké 120 m měl dvě větrací jámy. Strojní vybavení poháněla pára a od roku 1938 elektřina. Ze sloje o mocnosti 6 až 10 m se do roku 1940 vytěžilo přes 2 500 000 tun kvalitního uhlí, které se dodávalo výhradně do pobočky mateřské společnosti v Chomutově.
Většina německých obyvatel byla po druhé světové válce vysídlena, ale část horníků mohla zůstat. Do vyprázdněné vesnice se přistěhovali především lidé z Kladenska a ze Slovenska. V roce 1950 bylo ve vesnici založeno jednotné zemědělské družstvo, které se o deset let později spojilo s JZD v Račicích a od roku 1976 bylo připojeno k JZD Vpřed Chomutov. Obec se ve druhé polovině dvacátého století úspěšně rozvíjela. Fungovala v ní mateřská škola, knihovna a promítaly se filmy. Až do roku 1973 zde byla jednotřídní škola, ale po jejím zrušení děti dojížděly do Kralup a později do Chomutova. Kromě jiného byla postavena přípojka vodovodu z Černovic a budova prodejny smíšeného zboží. K velkému odlivu obyvatel došlo po roce 1960, kdy byl uzavřen Důl Václav.
V roce 1976 byla vyhlášena stavební uzávěra z důvodu rozšiřování povrchové těžby hnědého uhlí v prostoru Lomu Nástup. Vesnice měla být původně zrušena až v roce 1997, ale špatné životní prostředí vedlo k urychlení likvidace, která byla schválena v lednu 1982. Většina obyvatel se odstěhovala do Chomutova a v roce 1983 byla vesnice zbořena. Její katastrální území bylo připojeno ke Spořicím.

## Přírodní poměry
Krbice stávaly ve stejnojmenném katastrálním území s rozlohou 9,5 km², asi šest kilometrů jihozápadně od Chomutova a tři kilometry od Spořic v nadmořské výšce okolo 330 metrů. Oblast je součástí Mostecké pánve, resp. jejího okrsku Březenská pánev, tvořeného miocenními jezerními jíly a písky mosteckého souvrství se slojemi hnědého uhlí. Povrch byl v okolí vesnice zcela změněn povrchovou těžbou uhlí.
V rámci Quittovy klasifikace podnebí Krbice stály v teplé oblasti T2, pro kterou jsou typické průměrné teploty −2 až −3 °C v lednu a 18–19 °C v červenci. Roční úhrn srážek dosahuje 550–700 milimetrů, počet letních dnů je 50–60, počet mrazových dnů se pohybuje mezi 100–110 a sněhová pokrývka zde leží průměrně 40–50 dnů v roce.

## Obyvatelstvo
Při sčítání lidu v roce 1921 zde žilo 335 obyvatel (z toho 156 mužů), kteří byli kromě dvou cizinců německé národnosti a s výjimkou pěti evangelíků členy římskokatolické církve. Podle sčítání lidu z roku 1930 měla vesnice 338 obyvatel: pět Čechoslováků, 332 Němců a jednoho cizince. Tři lidé byli bez vyznání, jeden evangelík a ostatní se hlásili k římskokatolické církvi.
|                                                                       | 1869 | 1880 | 1890 | 1900 | 1910 | 1921 | 1930 | 1950 | 1961 | 1970 | 1980 |
| --------------------------------------------------------------------- | ---- | ---- | ---- | ---- | ---- | ---- | ---- | ---- | ---- | ---- | ---- |
| Obyvatelé                                                             | 250  | 262  | 259  | 254  | 333  | 335  | 338  | 247  | 213  | 138  | 91   |
| Domy                                                                  | 48   | 49   | 50   | 50   | 51   | 51   | 61   | 56   | 89   | 44   | 34   |
| Počet domů z roku 1961 zahrnuje domy zaniklých vesnice Naší a Račice. |      |      |      |      |      |      |      |      |      |      |      |

## Obecní správa a politika
Krbice bývaly až do svého zániku obcí, ke které v letech 1961–1980 patřily části obce Naší a Račice. Obec úředně zanikla k 1. únoru 1983.
Při volbách do obecních zastupitelstev konaných 22. května 1938 v Krbicích žilo 220 voličů. Volby však neproběhly, protože kandidátní listinu podala pouze Sudetoněmecká strana, která se tak automaticky stala vítězem voleb.

## Pamětihodnosti
Dominantou vesnice býval původně gotický kostel Všech svatých. V letech 1768–1770 byl výrazně přestavěn v barokním slohu a vyzdoben oltáři a sochami od řezbáře Jakuba Eberleho. Hospodářský dvůr vznikl v šestnáctém století na místě krbické tvrze. Jeho součástí byl panský dům označovaný jako zámek. Na severním okraji vesnice stávala socha svatého Jana Nepomuckého z roku 1740, která byla přemístěna do Blahuňova. Kromě toho byly ve vesnici a jejím okolí další drobné památky:
- boží muka ze sedmnáctého století tvořená pilířem z červeného pískovce s provazcovými hranami, který nesl kapličku s křížem (přestěhována do Místa k odbočce k Hasištejnu[23]),
- boží muka z roku 1741 s reliéfem Panny Marie a hranolovým pilířem se zkosenými hranami u silnice do Mašťova,
- kamenný kříž na návsi,
- kompozitní sloup s Ukřižovaným na hranolovém soklu z roku 1722 (přemístěn k nároží hřbitovní zdi v Místě[9]),
- kamenný takzvaný Hanlův kříž z roku 1815 u šachty.[20]

## Osobnosti
- Karel Hanl (1782, Krbice – 1874, Hradec Králové), šlechtic, římskokatolický duchovní a sedmnáctý královéhradecký biskup